# No Control
No Control — четвертый альбом американской панк-рок-группы Bad Religion, выпущенный 2 ноября 1989 года на лейбле Epitaph Records. Bad Religion начали работу над альбомом во время тура в поддержку предыдущего альбома, Suffer (1988). No Control является более быстрым, чем его предшественник, и по стилю ближе к хардкор-панку. Также он стал первым альбомом, во время записи которого не менялся состав коллектива.
Выход No Control привлёк к Bad Religion новых поклонников, и группа добилась некоторого успеха в Южной Калифорнии. К 1992 году альбом был продан в количестве более 80 000 копий, и его часто считают вехой в хардкор-панке. Альбом содержит множество композиций, которые закрепились за живыми выступлениями группы — такие, как «Change of Ideas», «Big Bang», «No Control», «Sometimes It Feels Like…», «Automatic Man», «I Want to Conquer the World», «Sanity» и «You». Единственными песнями с альбома No Control, которые никогда не исполнялись на концертах, являются «Progress» и «The World Won’t Stop».

## Предыстория и запись
После длительного перерыва Bad Religion воссоединились в 1987 году в новом составе для выпуска альбома Suffer в 1988 году. Хотя Suffer не имел коммерческого успеха, группа получила растущую фанбазу в сообществе андерграундной музыки и положительные оценки критиков, продав 4 000 копий. Пока Bad Religion продолжали тур в поддержку Suffer, Грег Граффин и Бретт Гуревич начали записывать песни в конце 1988-го — начале 1989 года для следующего альбома. Басист Джей Бентли так прокомментировал запись No Control:

Песни записывались постоянно. Я бы не стал говорить о ценности альбома, но во время тура по США и последующего тура по Европе в 1989 году появилось огромное количество идей. Мне кажется, большинство песен были записаны в промежутке между турами и доведены до «идеала» уже в дороге.Оригинальный текст (англ.)Songs were being written all the time. I wouldn’t gp sp far as to say an ‘album’s worth’, but during the U.S. and subsequent European tour into ‘89, lots of ideas were coming to fruition. I would think that more songs were written during the down time between tours and 'perfected' on the road.

Запись No Control велась в июне 1989 года в студии Westbeach Recorders (в которой были записаны Suffer и более поздние альбомы группы), и это был первый опыт группы в записи альбома на полудюймовую ленту. Гуревич отмечал, что он пропустил каждый трек через звуковой процессор Compellor фирмы Aphex Systems, но затем он решил, что ему не нравится «странный звук», который получился в результате. Позже он потратил много усилий на стадии обработки, чтобы убрать компрессию. В результате получился «агрессивный и характерный» звук, который ему понравился. Вопреки слухам, «21st Century (Digital Boy)» (который появился в Against the Grain и затем снова в Stranger than Fiction) не была написана и записана для этого альбома.

## Релиз и отзывы критиков
| Оценки критиков | Оценки критиков |
| Источник        | Оценка          |
| --------------- | --------------- |
| AllMusic        | [ 6 ]           |
| Роберт Кристгау | B+              |
| PunkNews        | [ 8 ]           |

No Control был выпущен на Epitaph Records 2 ноября 1989 года. 
К моменту выхода альбома Bad Religion стала одной из самых высоко оцененных критиками хардкор-панк-групп того времени, несмотря на отсутствие массового успеха. По словам Бентли, сразу было продано 12 000 экземпляров No Control, а позднее было продано ещё 60 000 экземпляров, увеличив таким образом общее количество продаж до 72 000. В Западной Германии No Control продавался переупакованным вместе с ограниченным тиражом 7-дюймового бутлега их дебютного одноименного EP (1981). К 1992 году No Control был продан по меньшей мере в количестве 80 000 копий и стал их четвёртым бестселлером (продажи Against the Grain составили около 90 000 экземпляров, Generator — 85 000, Suffer — 88 000).
Альбом получил преимущественно положительные отзывы через годы после релиза, и некоторые даже отметили No Control как один из лучших альбомов Bad Religion.
В интервью в мае 2012 Флетчер Дрегги, гитарист Pennywise, заявил что десятый студийный альбом их группы, All or Nothing, вдохновил Бретта Гуревича написать «еще один No Control».
2 июня 2016 года песня «Change of Ideas» попала на 7 место в списке «Величайшие песни длиной менее минуты» от Loudwire.

## Список песен
| №  | Название                      | Автор(ы) | Длительность |
| -- | ----------------------------- | -------- | ------------ |
| 1. | «Change of Ideas»             | Граффин  | 0:55         |
| 2. | «Big Bang»                    | Гуревич  | 1:42         |
| 3. | «No Control»                  | Граффин  | 1:46         |
| 4. | «Sometimes I Feel Like»       | Гуревич  | 1:34         |
| 5. | «Automatic Man»               | Гуревич  | 1:40         |
| 6. | «I Want to Conquer the World» | Гуревич  | 2:19         |
| 7. | «Sanity»                      | Гуревич  | 2:44         |

| №   | Название                        | Автор(ы) | Длительность |
| --- | ------------------------------- | -------- | ------------ |
| 8.  | «Henchman»                      | Граффин  | 1:07         |
| 9.  | «It Must Look Pretty Appealing» | Граффин  | 1:23         |
| 10. | «You»                           | Гуревич  | 2:05         |
| 11. | «Progress»                      | Граффин  | 2:14         |
| 12. | «I Want Something More»         | Гуревич  | 0:47         |
| 13. | «Anxiety»                       | Граффин  | 2:08         |
| 14. | «Billy»                         | Гуревич  | 1:54         |
| 15. | «The World Won't Stop»          | Граффин  | 1:57         |

## История релизов
| Лейбл           | Дата          | Примечание |
| --------------- | ------------- | --- |
| Epitaph Records | 2 ноября 1989 | Лоток и задняя обложка представляют изображение-коллаж с лицами участников Bad Religion. Текст и примечания можно увидеть на буклете.                                                                            |
| Epitaph Records | 6 апреля 2004 | Альбом перезаписан вместе с How Could Hell Be Any Worse?, Suffer, Against the Grain и Generator. Оформление то же что и ранее, за исключением нового фото группы, которое находится на внутренней стороне лотка. |

## Появления
- 2 трек, «Big Bang», был включен в видеоигру Tony Hawk's Underground.
- 3 трек, «No Control», цитирует шотландского естествоиспытателя Джеймса Геттона[12], «no vestige of a beginning, no prospect of an end».
- «No Control» представлена в Rock Band как загружаемая песня для серии Rock Band, наравне с «New Dark Ages» (с альбома группы 2007 года New Maps of Hell)[13]. Также она представлена в Lego Rock Band.
- «Sometimes It Feels Like…» была подписана как «Sometimes I Feel Like… *?!%+!*» на диске оригинальной CD-версии.
- «You» была представлена в видеоигре Tony Hawk's Pro Skater 2 и Tony Hawk’s Pro Skater HD как внутриигровая песня и как песня для видео с Родни Малленом.
- «You» содержит слова «there’s no time for fussing and fighting, my friend», что является прямым цитированием песни «The Beatles», «We Can Work It Out».
- «Billy» была ошибочно подписана как «Bizzy» в кассетной версии.
- «The World Won’t Stop» был также подписан как «The World Won’t Stop Without You» на диске оригинальной CD-версии.
- «No Control» (наравне с Suffer) упоминается в песне «21st Century (Digital Boy)» (с альбома 1990 года Against the Grain и 1994 Stranger Than Fiction), когда гитарист Бретт Гуревич поет «tried to tell you about no control, but now I really don’t know, and then you told me how bad you had to suffer, is that really all you have to offer».
- «Anxiety» представлена в видеоигре 2016 года Forza Horizon 3.

## Участники
- Грег Граффин — вокал
- Грег Хетсон — гитара
- Бретт Гуревич — гитара, бэк-вокал
- Джей Бентли — бас-гитара, бэк-вокал
- Пит Файнстоун — барабаны, перкуссия
- Эдди Шрейер — мастеринг
- Норман Мур — арт-директор
- Пьер Дювилль — арт-директор